# Gwiezdna Flota

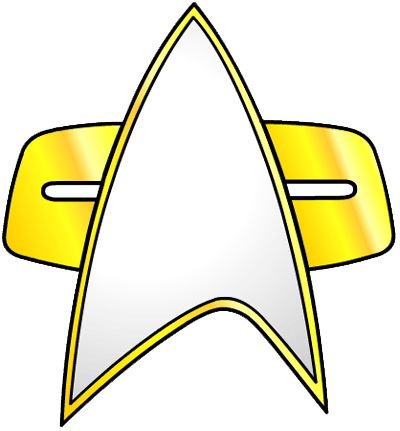
Logo Gwiezdnej Floty

Gwiezdna Flota (ang. Starfleet) – w świecie Star Treka jest to organizacja łącząca floty wszystkich światów członkowskich Zjednoczonej Federacji Planet.

## Informacje ogólne
Gwiezdna Flota została powołana w 2161 roku, a w jej skład wchodziły początkowo Gwiezdna Flota Ziemi, Siły Zbrojne Ziemi (ang. Earth Military Assault Command Operations), Imperialna Straż Andoru, flota Wolkanu oraz flota Tellarytów. Od momentu powstania głównym zadaniem Floty było badanie kosmosu i poszukiwanie nowych form życia. W XXIV wieku wraz z rosnącym zagrożeniem ze strony Borg oraz Dominium Rada Federacji zdecydowała o rozbudowie siły militarnej Floty. W Wojnie z Dominium Gwiezdna Flota poniosła dotkliwe straty, odegrała jednak kluczową rolę w wielu bitwach, doprowadzając ostatecznie do zwycięstwa sojuszu ras Kwadrantu Alfa i Beta.

## Dowództwo
Dowództwo Gwiezdnej Floty znajduje się w San Francisco w na terytorium dawnych Stanów Zjednoczonych.

## Akademia
Oficerowie Gwiezdnej Floty są szkoleni w Akademii Gwiezdnej Floty, gdzie odbierają gruntowny trening taktyczny, techniczny, naukowy i dyplomatyczny. W trakcie służby oficerowie mają możliwość specjalizowania się w kilku dziedzinach i przystąpienia do jednej z sekcji: naukowej (wraz z lekarzami), technicznej i sekcji ochrony oraz dowódczej.